# Parc de Liisa
Le parc de Liisa (finnois : Liisanpuisto) ou parc de l'église de Kaleva (finnois : Kalevan kirkkopuisto) est un parc du quartier de Liisankallio à Tampere en Finlande.

## Présentation
Le parc est situé dans la zone de parcs de Kaleva.
Il s'étend de l'intersection de Teiskontie et Sammonkatu jusqu'à Kaupinkatu à la limite entre Liisankallio et Kaleva. 
Le quartier et le parc ont reçu leur nom dans les années 1940 à cause du rocher Liisankallio qui se trouve à cet endroit.
Le point de repère de Liisanpuisto est l'église de Kaleva.